# مهرجان كتارا الدولي للخيل العربية
مهرجان كتارا الدولي للخيل العربية (بالإنجليزية: Katara International Arabian Horse Festival) هو مهرجان دولي تنظمه المؤسسة العامة للحي الثقافي (كتارا)، وتجري أحداثه بمدينة كتارا القطرية. ويعتبر المهرجان من بين أكبر الفعاليات الرياضية في مجال الفروسية التي تقام حول العالم.

## النسخة الأولى
تم افتتاح النسخة الأولى من المهرجان في فبراير 2020، حيث شهدت هذه النسخة نجاحا كبيرا نظرا لاهتمام القطريين برياضة الفروسية وكذا لكونها أولى البطولات من هذا النوع في المنطقة وقد شهدت مشاركة اقليمية ودولية.

## النسخة الثانية
تميزت النسخة الثانية التي أقيمت في فبراير 2022 باتساع المشاركين حيث شهدت مشاركة 11 دولة، وفتح باب المشاركة امام ازيد من 500 فرس كما تميزت بعروض متنوعة، وشهدت مجموعة من البطولات والجوائز.

## العروض والفعاليات

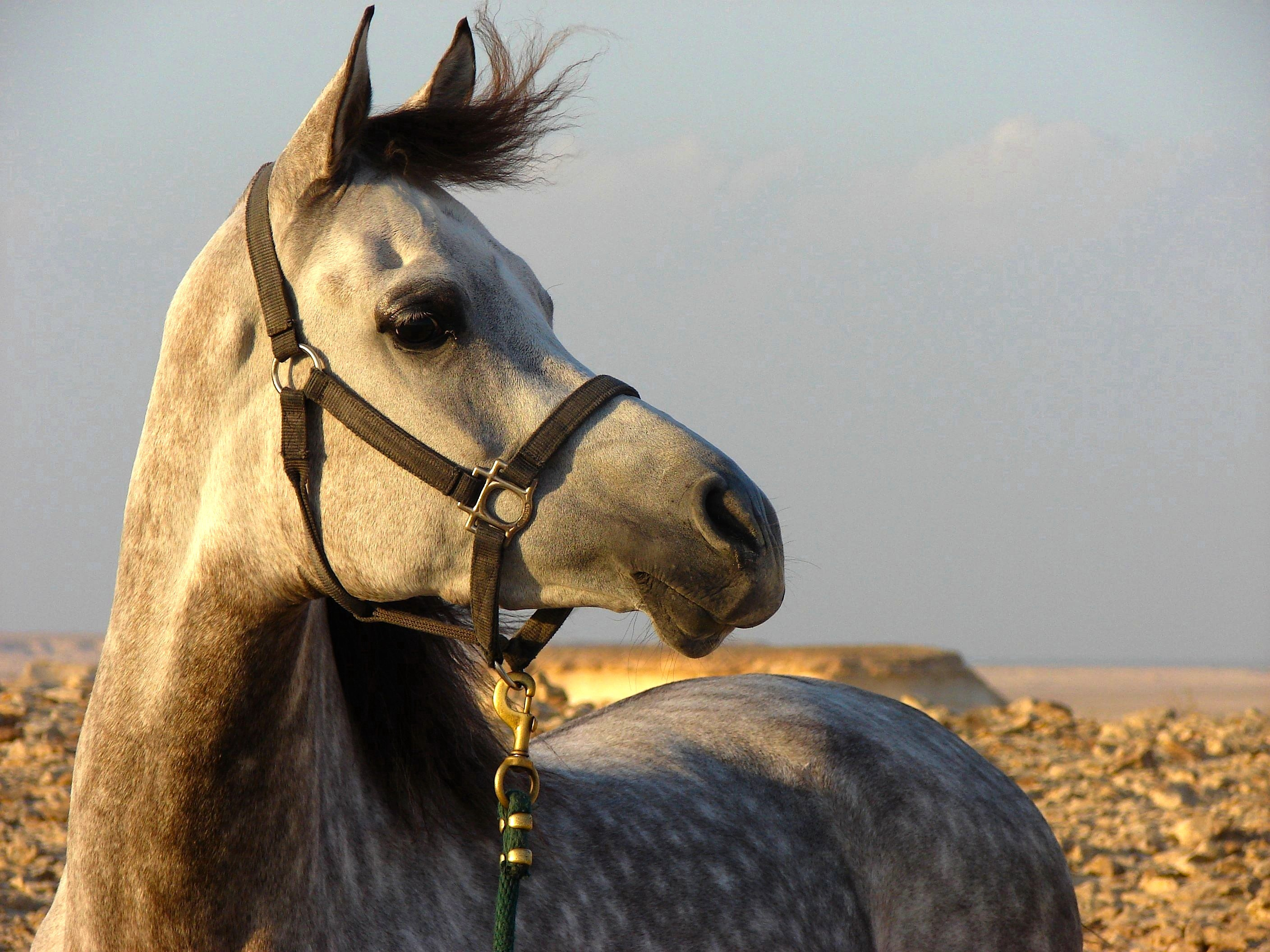
الحصان العربي في أحد مناطق قطر

شمل المعرض في نسخته الأخيرة مجموعة من العروض تمثلت في:
- منطقة الرسم،
- معرض فنون الخيل،
- معرض للصور (أساطير الشقب)،
- ركوب الحصان للأطفال (لعبة بوني)،
- عرض للخيالة الاميرية،
- بطولات للقفز على الحواجز وبطولات للتحمل،
- ألعاب تركيب الخيل،
- رسم ثلاثي الأبعاد،
- عزف على الالات الموسيقية العربية (فن الشارع)،
- مزاد على القطع الفنية، وسلالات الخيول،
- مسابقة الفنون التشكيلية،
- تقديم للحكايات حول أسطورة الخيل من التاريخ العربي،
- إطلاق مجلة عربية (مجلة الجزيرية) وتدشين كتابين جديدين عن الخيل.[1]